# Chatham, Illinois
Chatham är en ort (village) i Sangamon County, i delstaten Illinois, USA. Enligt United States Census Bureau har orten en folkmängd på 11 614 invånare (2011) och en landarea på 14,8 km².